# 격추확률
격추확률(Probability of kill)은 미사일, 전투기 등이 목표물을 맞출 확률을 말한다.
Pk = Phit * Pd * Rsys * Rw
미사일을 10번 발사해서 9번 명중하면 Phit은 0.9가 된다. 레이더에 목표물이 탐지 될 가능성이 50%이면 Pd는 0.5가 된다. 미사일 발사 조작자가 90% 정확하게, 제대로 미사일을 발사하면 Rsys는 0.9가 된다. 화력통제레이더 조작자가 85% 제대로 유도를 하면 Rw는 0.85가 된다. 이럴 경우 격추확률 Pk는 0.344가 된다.
Pk = 0.9 * 0.5 * 0.85 * 0.90 = 0.344

## 참조
- A.M. Law and W.D. Kelton, Simulation Modeling and Analysis, McGraw Hill, 1991.
- J. Banks (editor), Handbook of Simulation: Principles, Methodology, Advances, Applications, and Practice, John Wiley & Sons, 1998.
- R. Smith and D. Stoner, "Fingers of Death: Algorithms for Combat Killing", Game Programming Gems 4, Charles River Media, 2004.